# Triệt Ông Nghĩa Đình
Triệt Ông Nghĩa Đình (zh. 徹翁義亭, ja. tettō gikō), 1295-1369, là một vị Thiền sư Nhật Bản, thuộc tông Lâm Tế hệ phái Đại Đức tự (ja. daitokuji-ha), môn đệ của Thiền sư Tông Phong Diệu Siêu (ja. shūhō myōchō).
Sư quê ở Izumo, ban đầu tu tập tại Kiến Nhân tự (ja. kennin-ji). Sau, vì không hài lòng với phong cách của Ngũ Sơn (ja. gozan) tại đây, Sư đến tham học với Thiền sư Tông Phong và được Ấn khả. Sư giáo hoá rất thành công tại chùa Đại Đức (ja. daitoku-ji). Nối pháp của Sư và là người kế thừa trụ trì Đại Đức tự là Thiền sư Ngôn Ngoại Tông Trung (zh. 言外宗忠, ja. gongai sōchū, 1315-1390) và một thế hệ sau đó là Thiền sư Hoa Tẩu Tông Đàm (zh. 花叟宗曇, ja. kesō sōdon, 1352-1428).